# مارماهی سرکه
مارماهی سرکه (مارماهی سرکه، نماتد سرکه، Anguillula aceti) کرم‌های لوله‌ای آزاد هستند که از یک کشت میکروبی به نام مادر سرکه (که برای ایجاد سرکه استفاده می‌شود) تغذیه می‌کنند و ممکن است در سرکه فیلتر نشده یافت شوند. آنها توسط پیر بورل در سال ۱۵۶۵ کشف شدند
محیط طبیعی آنها را به‌طور استثنایی در برابر تغییرات اسیدی و قلیایی تحمل می‌کند و ممکن است بتوانند طیف وسیع تری را نسبت به سایر گونه‌ها تحمل کنند و از پی‌اچ ۱٫۶ تا ۱۱ زنده بمانند
مارماهی‌های سرکه‌ای را اغلب به عنوان غذای زنده مانند کرم‌های میکروبی برای بچه ماهی می‌دهند. اگرچه آنها بی‌ضرر و غیر انگلی هستند، برای مثال در ایالات متحده ماندن مارماهی در سرکه قابل اعتراض است و در سرکه برای مصرف‌کنندگان آمریکایی مجاز نیست. تولیدکنندگان بیشتر محصول خود را قبل از بطری کردن فیلتر و پاستوریزه می‌کنند و باکتری‌های زنده و کشت مخمری را که این نماتدها برای نگهداری نیاز دارند از بین می‌برند.
در غلظت بالا در نزدیکی یک مرز، مارماهی‌های سرکه ای موج‌های خود را همزمان می‌کنند و یک موج جمعی را تشکیل می‌دهند.
سالخوردگی در T. aceti با کاهش توانایی بازسازی دی‌ان‌ای همراه است، یافته‌ای که با این نظریه که آسیب دی‌ان‌ای به پیری کمک می‌کند، سازگار است.